# Alfonso Amarante
Alfonso Vincenzo Amarante CSsR (ur. 26 grudnia 1970 w Pagani) – włoski duchowny katolicki, biskup tytularny Sorres, rektor Papieskiego Uniwersytetu Laterańskiego od 2023.

## Życiorys
w 1996 złożył wieczyste śluby zakonne w zakonie redemptorystów, zaś 21 czerwca 1997 przyjął święcenia prezbiteratu. Po studiach w Neapolu i w Rzymie został wykładowcą teologii moralnej na Akademii Alfonsjańskiej. Był też wykładowcą m.in. na Papieskim Uniwersytecie Urbaniana oraz na Papieskim Uniwersytecie Gregoriańskim. W zakonie pełnił funkcje m.in. prowincjalnego duszpasterza młodzieży oraz radnego prowincjalnego.
W 2013 został wybrany wiceprzewodniczącym Akademii Alfonsjańskiej, a pięć lat później jej przełożonym.
1 sierpnia 2023 papież Franciszek mianował go rektorem Papieskiego Uniwersytetu Laterańskiego, wynosząc go jednocześnie do godności arcybiskupiej (ze stolicą tytularną Sorres).
6 października 2023 przyjął sakrę w Bazylice św. Jana na Lateranie z rąk kardynała Josepha Tobina CSsR, arcybiskupa Newark, który był głównym konsekratorem. 